# Kahoot!
Kahoot! — ігрова навчальна платформа, що використовується в класі в школах та інших навчальних закладах. На сайті надано каталог ігор — «Kahoots» — кожна з яких є вікториною, що містить питання з декількома варіантами відповідей. Сайтом можна користуватися в веб-браузері, а з 2017 року також і в додатках для мобільних пристроїв (доступно на меншій кількості мов). Kahoot! може використовуватися для перевірки знань учнів, або, як перерва в класних заняттях.

## Формат
Kahoot! був розроблений для групових занять. Учні збираються навколо спільного екрану — наприклад, інтерактивної дошки, проектора, монітора або екрану, переданого віртуально, наприклад, через VNC, Jitsi, Skype або Google Hangouts. Ігровий процес простий: всі гравці одночасно відповідають на питання на своїх пристроях. Питання виводяться учням на екран по одному. Учасники набирають очки за кожну правильну відповідь. В кінці вікторини на екран виводиться кількість очок всіх учасників, набраних під час відповіді на її питання.
Для участі в грі не потрібно обов'язкової реєстрації. Вікторини можна вибрати з каталогу на сайті. Також можна створювати нові вікторини — зазвичай це завдання виконує ведучий уроку, наприклад, вчитель. Час відповіді на кожне запитання обмежений приблизно 30-60 секундами.

## Історія та розвиток
Kahoot! був заснований в 2012 спільно студентами та викладачами Норвезького університету природничих і технічних наук. Сайт був запущений у приватній бета-версії на SXSWedu у березні 2013 року, а для загального користування — у вересні 2013 року. У 2016 році Kahoot! зробив нову функцію — Jumble — в якій учасникам треба не вибрати відповідь, а поставити відповіді в правильному порядку.
У березні 2017 року Kahoot! загалом досяг одного мільярда гравців-учасників, а в травні, як повідомляє компанія, 50 мільйонів активних унікальних користувачів щомісяця. Станом на 2017 рік Kahoot! залучив $ 26,5 млн фінансування від Northzone, Creandum і Microsoft Ventures, а також приватних інвесторів з Норвегії. Станом на 11 жовтня 2018 року, Kahoot! оцінювався в $300 млн.
Станом на 2020 рік платформою користуються понад 70 млн унікальних користувачів щомісяця, а вплив використання Kahoot! на освітній процес є предметом деяких наукових досліджень.
У 2022 році через російське вторгнення в Україну сайт заблокував доступ користувачам з Росії.